# Liste der Gewässer in Schweich
Die Liste der Gewässer in Schweich umfasst die Fließgewässer in der Stadt Schweich an der Mosel in Rheinland-Pfalz.
| GKZ       | Gewässername          | Mündung               | Lage   | Bemerkungen                                                      | vollständig auf Schweicher Stadtgebiet |
| --------- | --------------------- | --------------------- | ------ | ---------------------------------------------------------------- | -------------------------------------- |
| 260000000 | Mosel                 | Rhein                 | links  | mit der Moselbrücke Schweich (L141) und der Moseltalbrücke (A 1) |                                        |
| 267120000 | Quintbach             | Mosel                 | links  | entspringt bei Zemmer, mündet in Trier-Quint                     |                                        |
| 267124000 | Bach am Tangert       | Quintbach             | links  | Länge 930 m                                                      | ja                                     |
| 267126000 | Meilenborn            | Quintbach             | links  | Länge 1080 m                                                     | ja                                     |
| 267128000 | Tiefenbach            | Quintbach             | links  | Länge 1530 m                                                     | ja                                     |
| 267140000 | Merzbach              | Mosel                 | links  | Länge 4090 m                                                     | ja                                     |
| 267152000 | Ermesgraben           | Mosel                 | links  | Länge 1800 m                                                     | ja                                     |
| 267160000 | Föhrenbach            | Mosel                 | links  | entspringt bei Naurath (Eifel)                                   |                                        |
| 267163400 | Irrbach               | Föhrenbach            | links  | entspringt auf der Gemarkung von Föhren                          |                                        |
| 267164000 | Büschbach             | Föhrenbach            | links  | Länge 2210 m                                                     | ja                                     |
| 267164200 | Brunnen zum Büschbach | Büschbach             | rechts | Länge 680 m, bildet am Mittellauf die Grenze zu Bekond           | ja                                     |
| 267164240 | Bach aus dem Gebüsch  | Brunnen zum Büschbach | links  | Länge 800 m, bildet am Oberlauf die Grenze zu Bekond             | ja                                     |
| 267164400 | Aus dem Bohnenfeld    | Büschbach             | rechts | entspringt auf der Gemarkung von Föhren                          |                                        |
| 267164600 | Graben                | Büschbach             | links  | Länge 1710 m                                                     | ja                                     |
| 267165200 | Volkesbach            | Föhrenbach            | links  | Länge 1090 m                                                     | ja                                     |
| 267166000 | Schaumbach            | Föhrenbach            | links  | Länge 1810 m                                                     | ja                                     |
| 267169200 | Lehmbach              | Föhrenbach            | rechts | Länge 2940 m                                                     | ja                                     |
| 267169240 | Graben                | Lehmbach              | rechts | Länge 490 m                                                      | ja                                     |
| 267193200 | Landwehrgraben        | Mosel                 | links  | Länge 1580 m, bildet am Oberlauf die Grenze zu Longen            | ja                                     |